# Células Jurkat
Las células Jurkat son una línea celular inmortalizada (población de células en un organismo celular que han evadido la senectud y se dividen indefinidamente) de linfocitos T obtenida de la sangre periférica de un niño de 14 años con leucemia linfoide aguda (LLA) la cual fue establecida a finales de los años 70.
La línea celular Jurkat (designada originalmente JM) es utilizada en estudios sobre la comunicación celular en linfocitos T. Su uso principal sin embargo consiste en la prueba de nuevos medicamentos que podrían ser utilizados para el tratamiento del cáncer.